# Florentino Castellanos

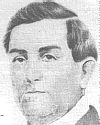
Florentino Castellanos

Florentino José Castellanos (* 14. März 1809 in Montevideo; † 25. September 1866 ebenda) war ein uruguayischer Politiker und Jurist.
Castellanos war der Sohn von Dr. Francisco Remigio Castellanos (* 1. Oktober 1779 in Cerrillos; † 15. April 1839 in Montevideo) und Da Manuela de Zevallos Larreátegui (* 1793 in La Plata; † 16. Januar 1858 in Montevideo). Sein Vater war 1824 Abgeordneter des Congreso General Constituyente und zuletzt Richter des Superior Tribunal de Justicia. Nach seinem Bruder, dem Händler und Estanciero José María Castellanos (1807–1882) war er das zweite Kind der Familie. Insgesamt hatte er 14 Geschwister. Dazu gehörten unter anderem der Estanciero Eduardo Castellanos (* 6. Oktober 1817 in Buenos Aires; † 31. Juli 1887 in Durazno) von dem der bedeutende Historiker Alfredo Castellanos abstammt und der der Partido Colorado angehörige Politiker Emilio Francisco Castellanos (* 16. Juni 1823 in Mendoza; † 30. Januar 1898 in Montevideo). Am 26. August 1837 heiratete Florentino Castellanos Valentina Illa Viamonte. Zu den Nachfahren der beiden zählen unter anderem die Familien Condes Langosco, Winterhalter Castellanos, Carvalho Lerena Castellanos und Castellanos Platero.
Florentino Castellanos begann seine politische Karriere als Abgeordneter für das Departamento Montevideo und hielt vom 15. Februar 1837 bis zum 1. November 1838 ein Mandat in der Cámara de Representantes. Später hatte Castellanos von 1852 bis 1854 die Position des Rektors der Universidad de la República inne. Vom 3. März 1852 bis zum 4. Juli 1853 war er Außenminister von Uruguay. Anschließend saß er als Senator für das Departamento Durazno in der Cámara de Senadores. Dort übte er in den Jahren 1857 und 1860 bis 1862 das Amt des Senatspräsidenten von Uruguay aus. 1858 und 1859 war er der Erste Vize-Präsidenten dieser Institution. Auch wurde er zweimal als Generalbevollmächtigter nach Argentinien gesandt.
Im Rahmen seiner politischen und juristischen Tätigkeit widmete er sich bevorzugt Themen des Bildungswesens.